# Mesanthura spongicola
Mesanthura spongicola is een pissebed uit de familie Anthuridae. De wetenschappelijke naam van de soort is voor het eerst geldig gepubliceerd in 1991 door Kensley & Heard.